# 迅捷弓背蚁锡默卢亚种
迅捷弓背蚁锡默卢亚种（学名：Camponotus festinus ssp. simaluranus）是迅捷弓背蚁的一个亚种，属于弓背蚁属。曾是伊内兹弓背蚁的一个亚种， 后来伊内兹弓背蚁被改至迅捷弓背蚁的之下的一个亚种，锡默卢亚种也順勢纳迅捷弓背蚁。
该亚种疑似为勤奋亚种的异名。

## 外觀描述

### 大型工蚁
10.5-15.9mm（存在壓縮体型數據的可能性），该亚种的大型工蚁与迅捷弓背蚁指名亚种的分別在于胸部和足部的淺色部分更红，而不是黃色。胫节不完全是黑色的，仅仅是比股节深色一点而已。

### 小型工蚁
胸部为红色，表面看起来有点粗糙。

### 蚁后/雌性繁殖蚁
18-20mm（存在壓縮体型數據的可能性），头部呈梯形，头长勝過头宽。足部、头部前部分和上顎为棕色，头部其余部分几乎为黑色。

## 栖息環境
该亚種分佈于東南亞地区，包括马来西亚（包括新加坡）至蘇門答臘一帶，模式產地为印度尼西亞。 主要生活在当地的雨林，属于高濕低溫蚂蚁。